# Käthe Reich
Käthe Reich (* 18. Dezember 1872 als Catharina Vetter in Frankfurt am Main, Hessen-Nassau; † 28. Februar 1962 in Berlin) war eine deutsche Bühnen- und Filmschauspielerin.

## Leben und Wirken
Die Tochter des Eisenbahnbeamten Georg Christoph Vetter und seiner Frau Elisabeth, geb. Seitz, erhielt ihre künstlerische Ausbildung bei Marie Ernst in ihrer Heimatstadt Frankfurt. Ihr Bühnendebüt gab sie im September 1891. Seit Beginn des 20. Jahrhunderts trat die Künstlerin in bisweilen obskuren Berliner Kleinstbühnen wie dem W. Noack’s Theater oder dem Artus-Hof-Theater auf. Bereits in jungen Jahren sah man Käthe Reich in klassischen Bühnenrollen wie die Königin Elisabeth in Schillers Maria Stuart, die Pompadour in Brachvogels Narziß, die Hanne in Hauptmanns Fuhrmann Henschel, die Nora in Ibsens Nora oder Ein Puppenheim, die Marguerite in Dumas’ Die Kameliendame und die Orsina in Lessings Emilia Galotti.
Viele Jahre lang sind in Käthe Reichs Vita keine Festengagements nachzuweisen, und sie ging offensichtlich in dieser Zeit mehrfach auf Tournee mit kleinen Gesellschaften. Erst im fortgeschrittenen Alter fand sie (gegen Ende des Zweiten Weltkriegs und in der frühen Nachkriegszeit) Beschäftigung am Deutschen Theater in Berlin und trat mit Kleinstrollen in dem einen oder anderen DEFA-Film der ersten Hälfte der 1950er Jahre auf. Sie starb 1962 in Berlin-Reinickendorf.
Käthe Reich war von 1903 bis zu seinem Tod mit dem Schauspieler und Regisseur Carl Reich (* 12. April 1874 in Burtscheid/Aachen; † 12. Januar 1946 in Berlin) verheiratet.

## Filmografie
- 1937: Steppke (Kurzfilm)
- 1950: Das kalte Herz
- 1954: Der Fall Dr. Wagner
- 1955: Der Fischer un sine Fru (Kurzfilm)